# Балтийские крылья
«Балтийские крылья» — мемориальный комплекс, сооружённый между 5-м и 6-м километром Дороги жизни в административной черте города Всеволожска (Ленинградская область). Посвящён лётчикам Балтийского флота, базировавшимся на военном аэродроме Приютино, располагавшемся на этом месте во время Великой Отечественной войны и блокады Ленинграда. Полное официальное название мемориала — «Памятный знак-стела авиаторам ВВС КБФ, защищавшим Ленинград и Дорогу жизни в 1941—1944 гг.; на месте, где в годы войны находился аэродром». Объект культурного наследия России регионального значения.

## История
Аэродром Приютино в годы блокады Ленинграда был одним из мест базирования лётчиков Балтийского флота, которые обеспечивали воздушное прикрытие транспорта, перемещавшегося по Дороге жизни. Ежедневно каждый экипаж совершал не менее трех вылетов.
В музее-усадьбе «Приютино», расположенном поблизости, экспонируются личные вещи членов экипажей самолётов, базировавшихся на аэродроме. На территории усадьбы в годы войны располагался командный пункт, в строениях усадьбы были оборудованы жилые комнаты и столовая для лётчиков аэродрома Приютино.
Мемориал был открыт в 1968 году. Автор проекта — архитектор А. Д. Левенков. Также над проектом работали Е. В. Чиняков и В. Д. Синьков.
В 2006—2008 годах была проведена реставрация мемориала.

## Описание
В состав мемориала «Балтийские крылья» входят металлическая стела в виде стилизованных крыльев самолёта с прикреплённой к ней стилизованной эмблемой авиаторов Балтийского флота, и стела из пиленого гранита. На гранитной стеле высечена надпись:
«Здесь, на этом поле в 1941—1943 годах был аэродром авиации Балтийского флота. Морские лётчики в героической битве с врагом защищали город Ленина и Дорогу жизни».

## Фото

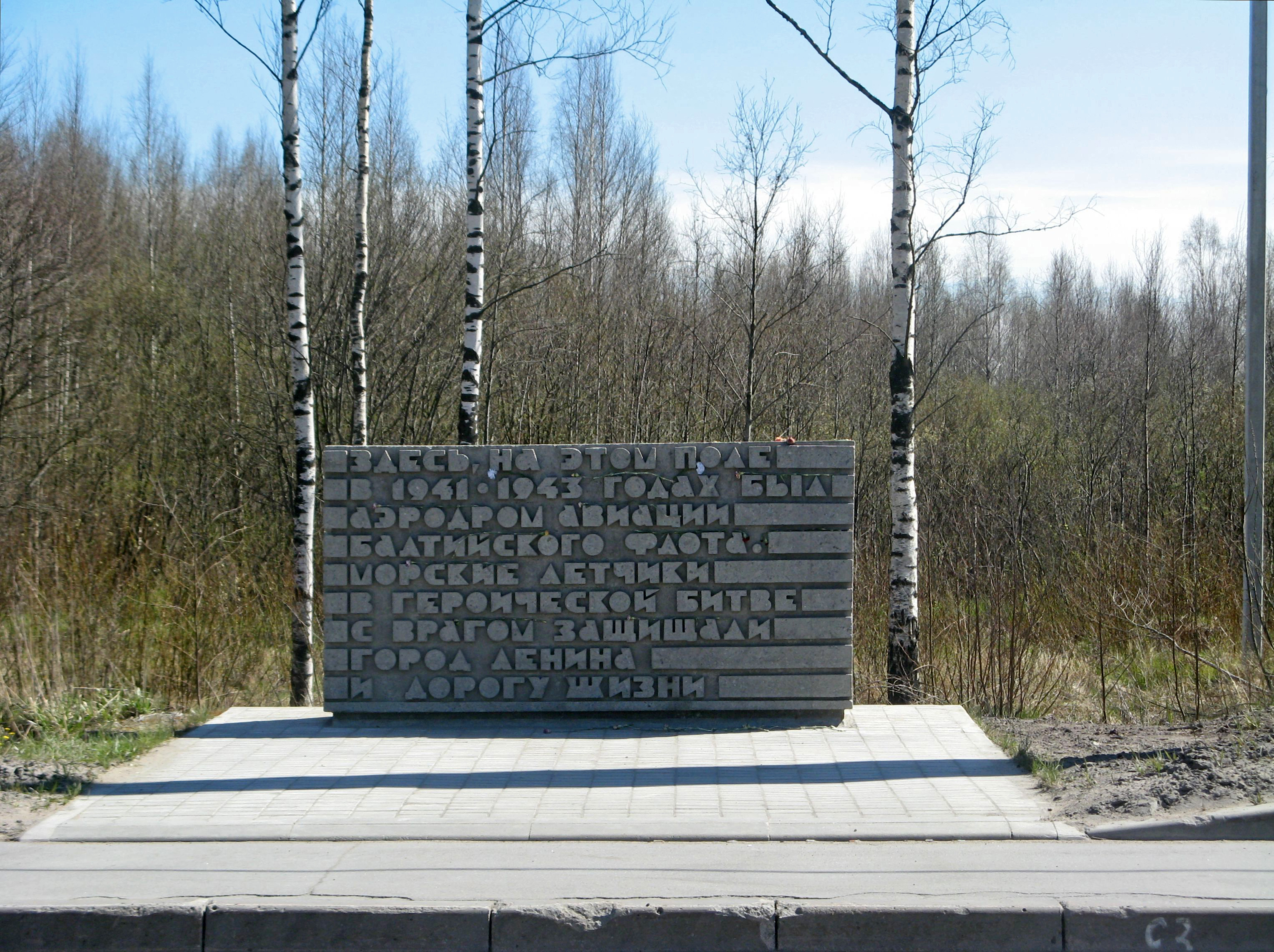
«Балтийские крылья», гранитная стела
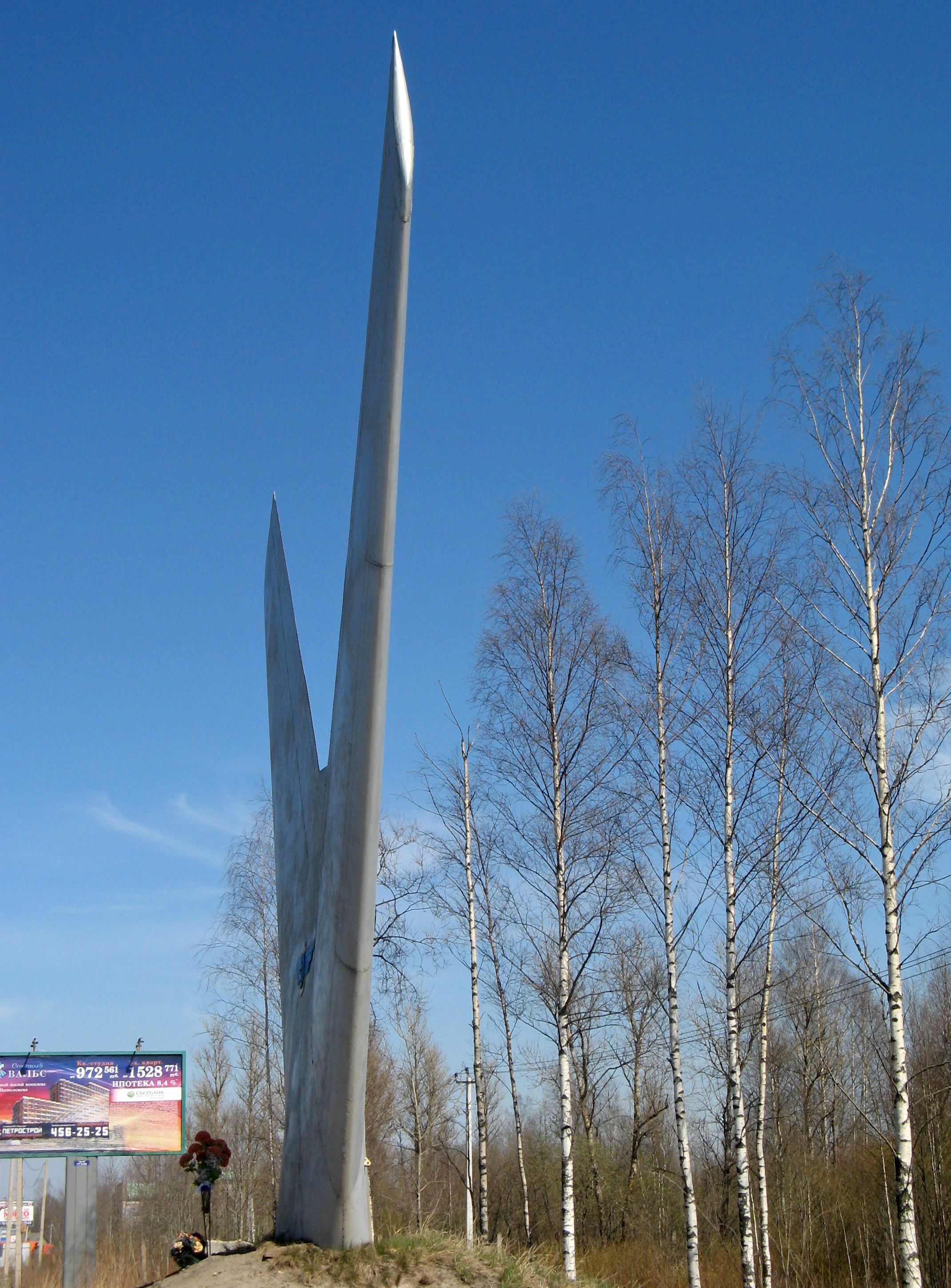
Металлическая стела в профиль

### Комментарии
1. ↑  Во многих источниках указывается, что стела являет собой подлинное хвостовое оперение самолёта, вертикально вкопанное в землю